# Jacobus Lijkle Posthuma

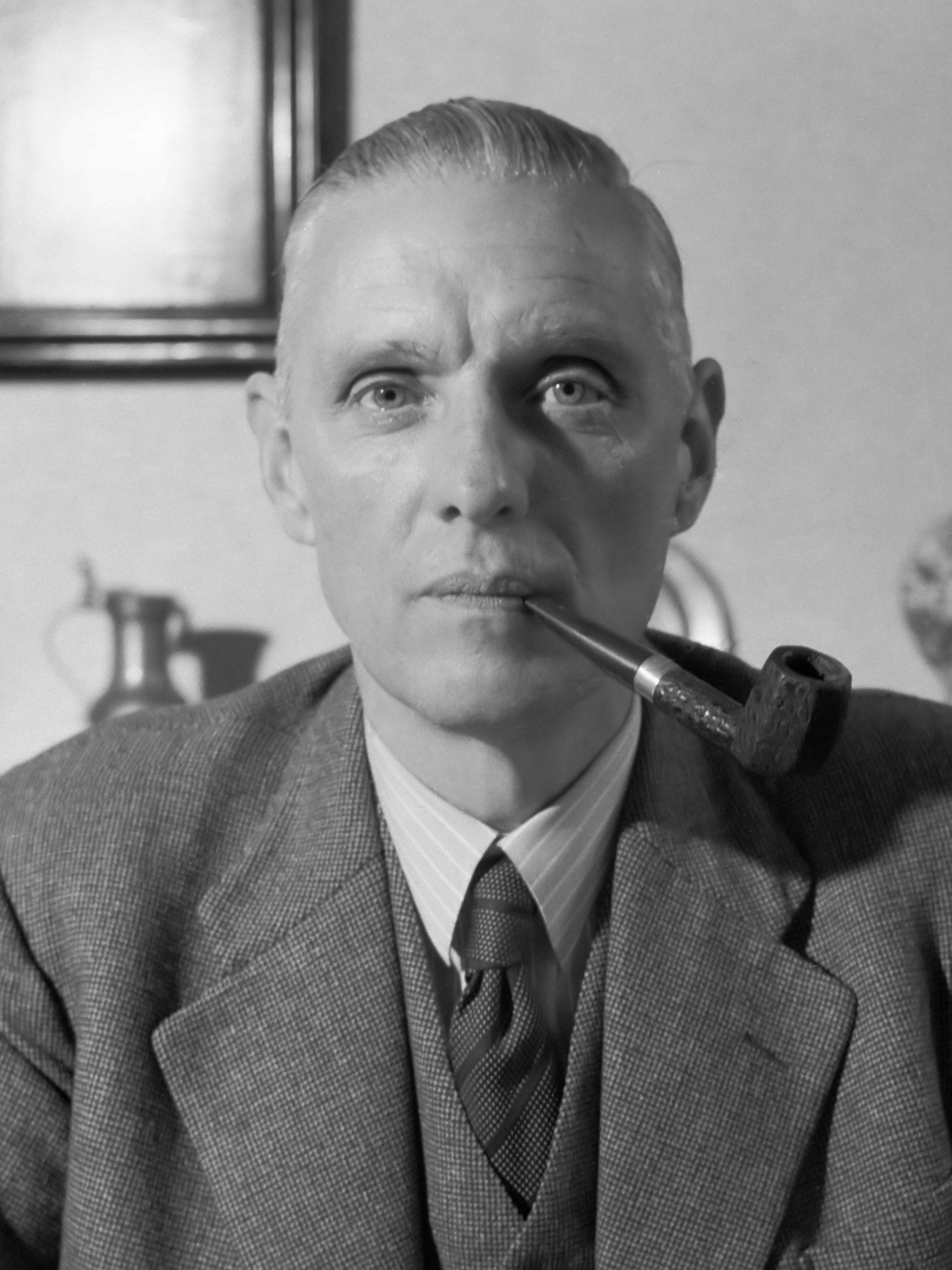
Jacobus Lijkle Posthuma (1945)

Jacobus Lijkle Posthuma (22 februari 1895 – 2 november 1968) was een Nederlands politiefunctionaris.
In maart 1918 haalde hij het examen adspirant-inspecteur. Posthuma werkte bij de Amsterdamse politie als inspecteur bij het onderdeel 'Mobiele Brigade' van de 'Centrale Recherche'. Eerst als tweede man, later als leider van dat onderdeel. In mei 1933 verscheen zijn naam in de landelijke kranten toen hij met zijn team kon bewijzen dat de Michiel Onnes, zich kasteelheer noemend van het Kasteel Nijenrode, zelf achter de nep-diefstal van kunstwerken zat om de verzekering op te lichten. Omdat uit het onderzoek ook bleek dat rechercheurs van het bureau Singel betrokken waren bij het in bewaring houden van gestolen goederen volgde er binnen het korps meerdere ontslagen en daarnaast kwam commissaris P. Harrebomée van dat bureau in de problemen.
In 1938 kreeg Posthuma de leiding over de eerste surveillancewagen van het korps en rond 1942 werd hij hoofdinspecteur. Eind maart 1943 pleegde een verzetsgroep onder leiding van Gerrit van der Veen en Willem Arondéus een aanslag op het Amsterdams Bevolkingsregister waarbij het gebouw in brand werd gezet. Omdat meteen vrij duidelijk was dat hier sprake was van brandstichting werd Posthuma gealarmeerd. Daar aangekomen kreeg hij van een brandweerman te horen dat er materiaal in het gebouw lag waarmee de brand waarschijnlijk was aangestoken. Met gevaar voor eigen leven ging hij het nog in brand staande gebouw in om dat bewijsmateriaal veilig te stellen. Toen hij na de Tweede Wereldoorlog hierop werd aangesproken verweerde hij zich door aan te geven dat hij op dat moment op de vingers werd gekeken door de eveneens aanwezige burgemeester E.J. Voûte, procureur-generaal en waarnemend politiepresident J. Feitsma en hoofd van de Sicherheitsdienst (SD) in Amsterdam W.P.F. Lages.
In april 1943, kort na de invoering van de staatspolitie, werd commissaris H. Voordewind chef van de recherche en in januari 1944 werd Posthuma officieel de tweede man bij de recherche. Nadat in januari 1945 leden van de Binnenlandse Strijdkrachten (BS) acht ambtenaren hadden neergeschoten die betrokken waren bij de Arbeitseinsatz werden als vergelding op bevel van Höhere SS-und Polizeiführer H.A. Rauter elf willekeurige medewerkers van de Arbeidsbeurs gefusilleerd en daarnaast werden 130 politiemannen opgepakt en op transport gezet naar Duitsland om daar te helpen met het blussen van branden en puin te ruimen. Oorspronkelijk behoorde zowel Voordewind als Posthuma tot de selectie van 130 personen maar politiepresident H.A. van Hilten schrapte de naam van onder andere Posthuma van de lijst en vulde deze met anderen weer aan. Nadat Voordewind naar Duitsland was gezonden, kreeg Posthuma diens functie als chef van de recherche toebedeeld.
Aan het eind van de bezettingstijd waren er twee kampen over wie de nieuwe hoofdcommissaris zou moeten worden ter vervanging van de pro-Duitse Van Hilten die tijdens de laatste oorlogsjaren leiding gaf aan het Amsterdamse korps. De Nederlandse regering in Londen wilde dat commissaris W.H. Schreuder de nieuwe hoofdcommissaris zou worden. Een deel van zowel het verzet als van het hogere politiepersoneel zag liever commissaris K.H. Broekhoff op die plaats. Om een voorlopig einde te maken aan de strijd tussen het kamp-Schreuder en het kamp-Broekhoff werd besloten dat voor een korte periode de intussen 67-jarige H.J. Versteeg terug zou keren in de functie die hij ook bij het uitbreken van de oorlog al had.
Vrijwel meteen na de Duitse capitulatie in mei 1945 werd het 'kabinet politiepresident' hernoemd in het 'bureau hoofdcommissaris' waarbij de leiding lag bij commissarissen Broekhoff, Voordewind en M.N.F.M. Mouwen. Omdat commissaris Voordewind nog niet teruggekeerd was, werd hij voorlopig vervangen door Posthuma die daarom bevorderd werd tot commissaris van politie.
Op 1 juli werd Versteeg opgevolgd door Broekhoff met Posthuma als waarnemend hoofdcommissaris. Broekhoff kreeg nog geen week later ernstige gezondheidsproblemen waarna Posthuma diens functie waarnam tot in januari 1946 de officier van de marechaussee H.A.J.G. Kaasjager benoemd werd tot hoofdcommissaris. Daarna bleef hij waarnemend hoofdcommissaris en verving als zodanig soms ook Kaasjager en vanaf 1956 diens opvolger H.J. van der Molen.
Na de komst van Kaasjager wilde Posthuma niet terugkeren als chef van de recherche omdat hij dan onder commissaris Voordewind zou vallen met wie hij sinds 1945 problemen had. Als tussenoplossing werd Posthuma hoofd van de geüniformeerde politie tot Voordewind in 1948 vervroeg met pensioen ging en Posthuma opnieuw chef van de recherche werd.
Posthuma was nauw betrokken bij het vooronderzoek naar de activiteiten van 'premier' (officieel "Voorzitter van de Ministerraad") D.J. de Geer tijdens de Tweede Wereldoorlog. De Geer was net als de andere leden van de regering kort na de Duitse inval van mei 1940 naar Londen gevlucht. Na door koningin Wilhelmina ontslagen te zijn keerde hij nog tijdens de oorlog terug naar Nederland waar hij in 1942 een brochure publiceerde waarin hij aangaf geen heil te zien in een voortzetting van de oorlog tegen de Duitsers. In verband met dat vooronderzoek hoorde Posthuma getuigen in onder andere België, Frankrijk en Engeland.
Aangezien Kaasjager en Van der Molen beide afkomstig waren van de marechaussee en dus voor hun benoeming tot hoofdcommissaris totaal geen ervaring hadden met de politie, steunden ze beide erg op het 'bureau hoofdcommissaris' waar na het vertrek van andere commissarissen de positie van Posthuma steeds groter werd.
In augustus 1947 vernam hij dat de Engelse stad Birmingham met een vergelijkbaar aantal inwoners als Amsterdam en een kleiner politiekorps veel minder last had van misdaad. Gezien de druk op de politie in die tijd om het aantal personeelsleden sterk in te krimpen, ging hij samen met W.C. van Blitterswijk naar die stad om te kijken of ze daar ideeën konden opdoen om met een kleiner korps toch effectiever te kunnen optreden tegen de misdaad in Amsterdam. Resultaat was vooral de invoering van het eenvoudig te onthouden telefoonnummer om de politie te alarmeren (vijf maal acht: 88888) en de autosurveillancedienst (ASD): auto's die via de radio in contact stonden met het hoofdbureau om snel te kunnen reageren op alarmmeldingen. Met dit laatste had hij in 1938 in Amsterdam ook al ervaring opgedaan. Na het vertrek van Kaasjager wist Posthuma in 1958 nog een punt uitgevoerd te krijgen dat verband hield met het bezoek aan Birmingham: de oprichting van het Bureau ter Voorkoming van Misdrijven.
In april 1960 ging hij met pensioen waarbij hij als chef van de recherche werd opgevolgd door T.P. Gaaikema. Eind 1968 overleed Posthuma op 73-jarige leeftijd.